# Széchenyi István Szakközépiskola és Gimnázium
Az 1986-ban alapított Érdi SZC Százhalombattai Széchenyi István Technikum és Gimnázium Százhalombattán található, Budapesti agglomerációban. Az iskolába a legtöbb diák Százhalombattáról és Érdről jár az iskolába. Az iskola a város szélén található, tömegközlekedéssel remekül megközelíthető Volánbusszal és a MÁV Budapest-Pusztaszabolcs-vasútvonalával

## Története
1986-ban született határozat született arról, hogy Százhalombatta településen létesüljön egy szakközépiskola, amely a helyi munkaerőigényt fellendítve gépészeti és közgazdasági ágon képzi a diákokat. Rupp József igazgató úr vezetésével 1987 szeptember 1-jén megindult a százhalombattai Ipari és Közgazdasági Szakközépiskola működése.
Az épület tervezője, Rombauer Gábor, kivitelezője a 26. sz. Állami Építőipari Vállalat 1987 szeptemberében 12 tantermet és tanműhelyek kialakítására alkalmas épületet adott át a városnak.  1987. szeptember 1-jén 56 nappali tagozatos tanuló kezdte meg tanulmányait két osztályban. A városban mivel már volt középiskola középszintű felnőttképzéssel, ezt a feladatot is az iskola vette át. A tágas, világos belső terű iskolaépület emeleti folyosóján a Nemzeti Galéria képzőművészeti kiállításai is helyet kaptak, ezzel is segítve a diákok megihletését. Az iskolaépület alkalmassá vált egy emberközpontú iskola megteremtéséhez. 
A kezdetleges hatfős tantestület az indulás évében oktatási-nevelési tapasztalatokkal rendelkező igényes pedagógusokból állt, és ez a kezdeti kellemes légkör a mai napig érezhető az iskolában. 1989 szeptember 21-én hosszas gondolkozás után, az iskola Széchenyi István nevét vette fel, így attól kezdve a neve Széchenyi István Szakközépiskola lett. Hamarosan kialakultak a mai napig is hagyományosan megrendezett programok és ünnepek, a gólyabál, a Széchenyi-nap(ok), a Mikulás, a 24 órás gépírás, az éjszakai foci, a farsangi bál, a "fordított nap", Március 15., megemlékezés az aradi vértanúkról, az ’56-os forradalomról, 1991-től a szalagavató és ballagás. Eközben az iskola első tanulmányi sikerei, a megyei és országos versenyeken is megszülettek: matematika, magyar, kémia, történelem, magyar nyelv, gép-gyorsírás, történelem és földrajz tantárgyakból. Az iskolában 1991-től lehet az iskolában érettségit szerezni.

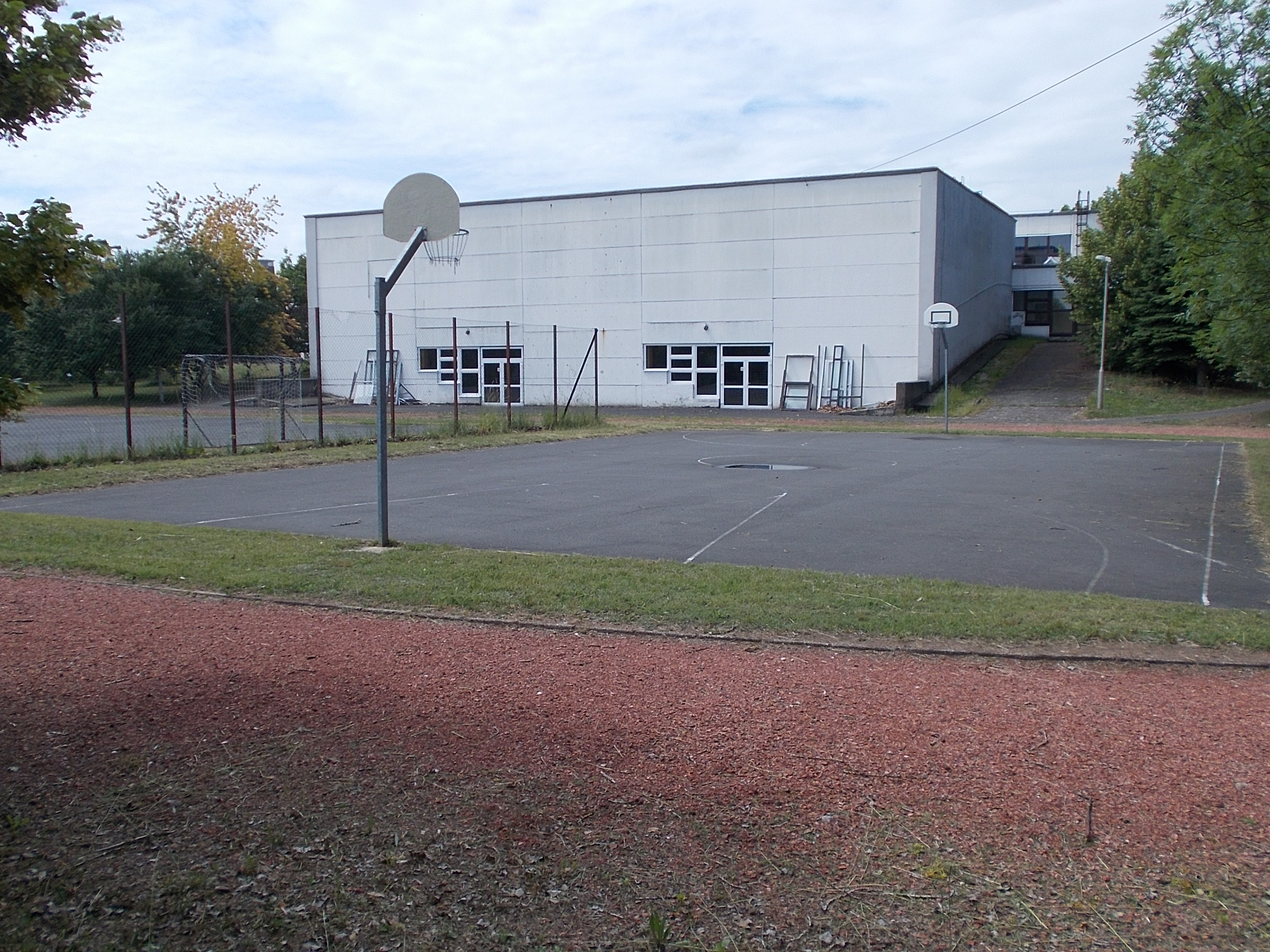
Sportpályák

A tanulói létszám fokozatos növekedése igényelte a pedagógus álláshelyek emelkedését, s kialakította a technikai dolgozók számarányát. 1989/90-es tanévben a számítástechnikai programozó képzés képesített könyvelői ismeretekkel bővült, és megindult a idegen nyelvi gép- és gyorsíró képzés is. 2000-ben a szakközépiskola mellett gimnáziumi osztály is helyett kapott a képzésben, mellette a 2007/08-as tanévben indult el a nyelvi előkészítővel rendelkező gimnáziumi osztály. Attól a tanévtől kezdve az iskolában évfolyamonként 4 osztályt indítanak. A 2009/2010-es tanévben az iskola a kompetencia mérés alapján a legfelső 10%-ban foglalt helyet.
2009-től lehetőség van az iskolában ECL nyelvvizsgát és ECDL vizsgát tenni.

## Osztályok, képzés
- A osztály: műszaki-informatikai szakterület és a műszaki-gépész szakterület képzésében részesül.
- B osztály: gazdasági-szolgáltatási szakterület képzésében részesül.
- N osztály: a gimnáziumi nyelvi előkészítő osztály, 5 éves képzésben tanulnak a diákok. Az első évben csak angolt és németet tanulnak, emelt óraszámban.
- E osztály: 2013/14-es tanév előtt G osztály, a sima 4 éves gimnáziumi osztályt jelöli.